# Hans Reinhart der Ältere

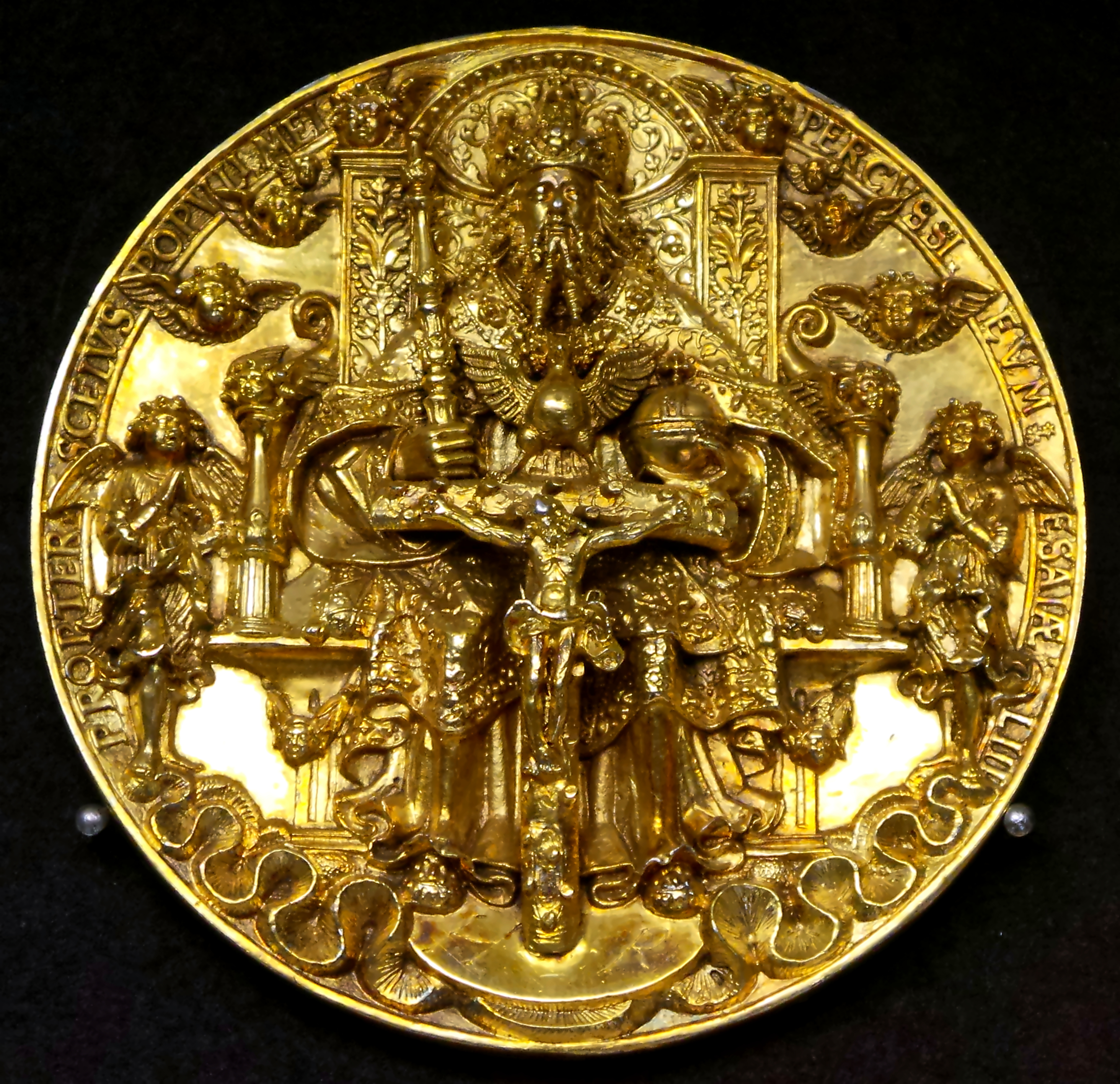
Dreifaltigkeitsmedaille mit feuervergoldeter Vorderseite (Leipzig 1544), ausgestellt im Trierer Dom (Domschatz)

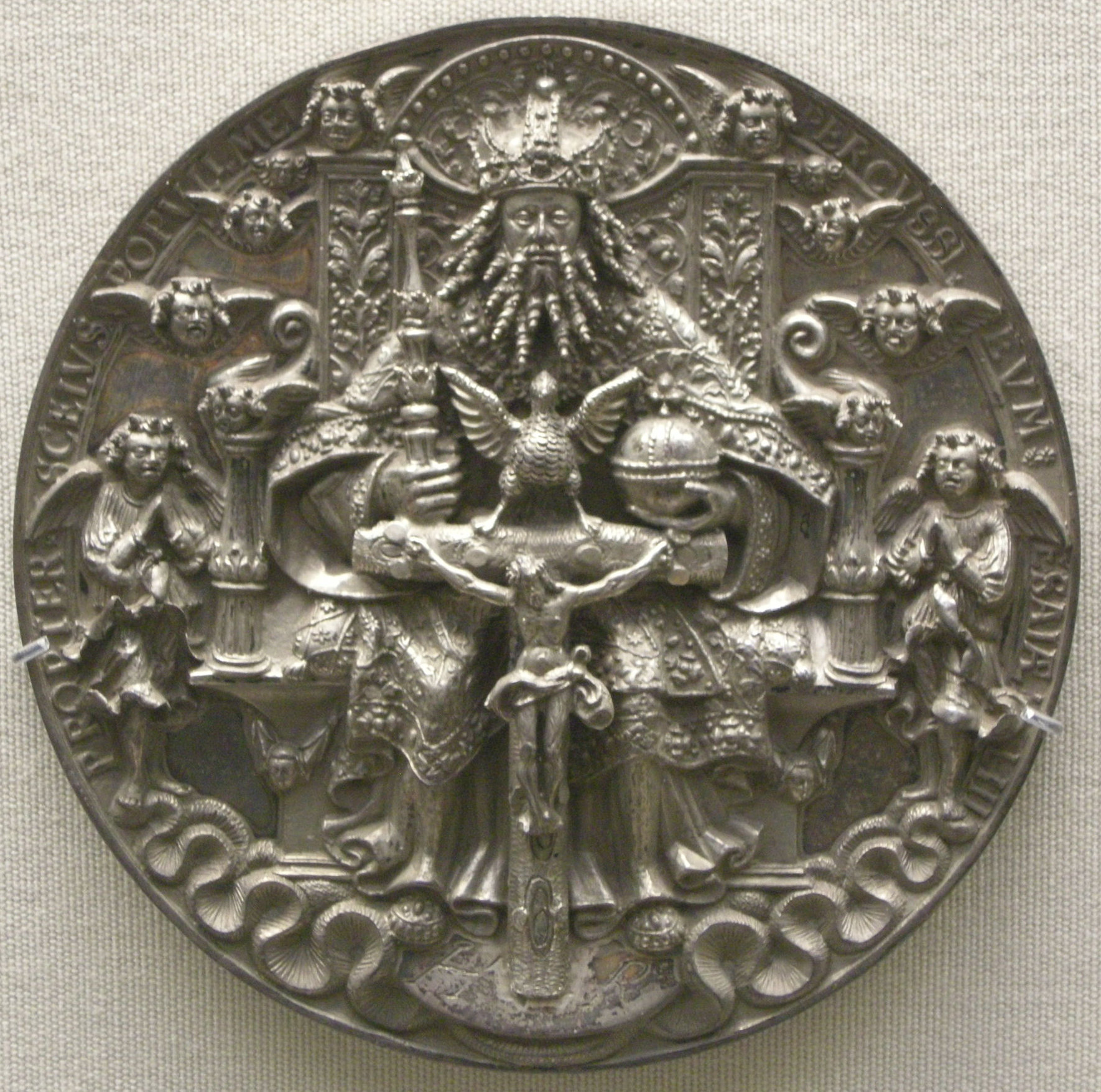
Dreifaltigkeitsmedaille (1544)

Hans Reinhart der Ältere (* um 1510 vermutl. in Dresden oder Torgau oder Wittenberg; † 25. Januar 1581 in Leipzig) war ein deutscher Medailleur und Goldschmied.
Das Wirken von Hans Reinhart dem Älteren ist von 1535 bis 1581 belegt. Er war zunächst als Kunsttischler in Halle tätig. 1535 lieferte er die Vorlagen für die von Paul Speck gefertigten Porträtmedaillons am Hauptportal des Großen Wendelsteins im neuen kurfürstlich-sächsischen Residenzschloss Hartenfels zu Torgau.
1539 wurde er Bürger in Leipzig und erlangte 1547 die Aufnahme in die Leipziger Goldschmiedeinnung.
Seine Medaillen sind zum Teil aus den einzeln gearbeiteten Vorder- und Rückseiten zusammengefügt.
Ein Meisterwerk der Goldschmiedekunst ist Reinharts große Dreifaltigkeitsmedaille aus dem Jahre 1544, bei der die einzelnen Teile des Reliefs eigens gearbeitet und aufgelötet sind. Unten zu den Seiten des Kruzifixes ist seine Künstlersignatur H–R vertieft eingearbeitet. Die auch als Moritz-Pfennig bezeichnete Silbermedaille „geht auf einen Auftrag des Kurfürsten Moritz von Sachsen zurück, der versuchte zwischen Protestanten und Katholiken zu vermitteln.“ Sie stellt auf der recto-Seite die Heilige Dreifaltigkeit dar und zeigt auf verso eine von zwei auf Wolken stehenden, geflügelten Engeln gehaltene lateinische Inschrift.